# Iwo Zaniewski
Iwo Zaniewski (Varsavia, 22 maggio 1956) è un pittore, fotografo, regista direttore artistico polacco.
È fondatore dell'agenzia pubblicitaria Przybora Zaniewski Ltd (PZL).

## Istruzione
Dal 1976 al 1981 Zaniewski ha studiato all'Accademia di belle arti di Varsavia. Fino alla metà degli anni '80 lavorò esclusivamente come pittore, ma in seguito iniziò a lavorare in ambito pubblicitario e fotografico.

## Pittura
Come pittore, Zaniewski dipinge principalmente con la tecnica della pittura ad olio e i suoi temi sono solitamente incentrati su scene di vita quotidiana, difatti nelle sue prime opere si ritrovano nature morte, nudi e, occasionalmente, paesaggi. Nonostante i cambiamenti nelle convenzioni relative alla rappresentazione della realtà nei periodi successivi, il tratto caratteristico dei dipinti di Zaniewski è rimasto essenzialmente quello legato alla composizione, il quale si basa su una disposizione delle forme nel dipinto in cui ogni potenziale alterazione darebbe luogo a una rottura della costruzione e a un deterioramento dell'armonia. Pertanto, nel contesto storico dell'arte contemporanea i suoi dipinti non sono facilmente ascrivibili a una particolare tendenza. La chiave delle opere di Zaniewski non è legata al suo contesto o al suo essere un mezzo pubblico ma piuttosto una sensibilità visiva nel vedere in modo completo.

## Carriera pubblicitaria
I primi progetti commerciali di Zaniewski furono per l'agenzia pubblicitaria spagnola Bassat, Ogilvy & Mather di Barcellona. Successivamente, lavorò in patria a degli spot pubblicitari per l'agenzia polacca ITI. Dal 1992 al 1999 è stato direttore artistico della Grey Agency di Varsavia, ideando campagne pubblicitarie per marchi come Knorr, Frugo, Okocim, Radio ZET, Lucky Strike e Malma. 
Nel 1999 ha fondato l'agenzia pubblicitaria Przybora Zaniewski Ltd (PLZ) insieme a Kot Przybora, dove ora è sia direttore artistico che direttore commerciale.
Con la sua agenzia ha creato campagne pubblicitarie per Frugo, Dębowe Mocne, Żubr, Redds, Orlen, Tetley, Olej Kujawski, Manuel, Simplus e la più longeva campagna pubblicitaria polacca per il marchio Plus.

## Mostre
Zaniewski espone attivamente dal 1980. Tra le sue mostre e i suoi premi più significativi si ricordano:
- 1981, Galleria Wahl, Varsavia;
- 1984, Gran Premio al 23° Concorso Internazionale della Fondazione Joan Miró, Barcellona;
- 1985, Galeria Narodowa Zachęta (mostra collettiva), Varsavia;
- 1985, Art Basel, Basilea;
- 1985, Japan International Artists Society (mostra collettiva), Tokyo;
- 1989, Galleria SARP, Varsavia;
- 1990, Galleria Inny Świat, Cracovia;
- 2005, Grande mostra retrospettiva al Museo Nazionale di Cracovia (tenutasi nell'edificio dell'Arsenale), sotto il patrocinio di Waldemar Dąbrowski, Ministro polacco per l'arte e la cultura;
- 2005, 1° posto al concorso fotografico National Geographic, Varsavia;
- 2008, Museo d'arte di oggi, Pechino;
- 2008, All Gallery, Pechino;
- 2008, Fiera Internazionale d'Arte, Shanghai;
- 2008, Wilson Art Center, Shanghai;
- 2008, Galleria Levante, Shanghai;
- 2008, Sunshine Museum, Pechino (mostra collettiva inaugurale), Pechino;
- 2008, CANART - Institute of Contemporary Art (mostra collettiva inaugurale), Shanghai.